# お台場ラーメンPARK

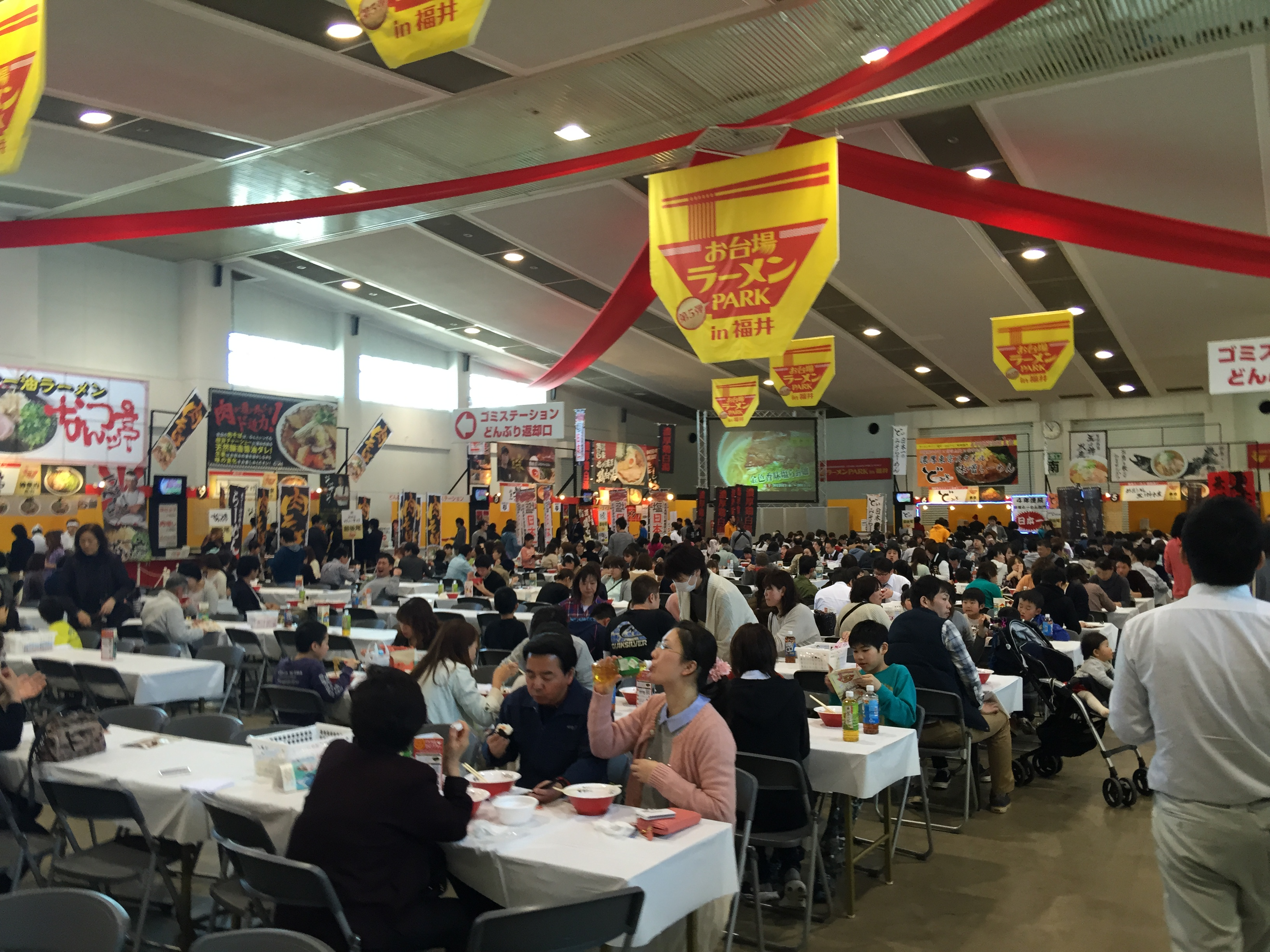
お台場ラーメンpark in 福井 2015 会場内の様子

お台場ラーメンPARK（おだいばラーメンパーク）は、フジテレビ主催によるラーメンのイベント。2009年12月から2010年4月まで東京・台場、2010年8月から2011年1月までは静岡市にて開催された。2011年からは、福井県福井市の福井県産業会館2号館でも開催されている。

## イベントの特徴
フジテレビ本社屋でのイベントは、これまで毎年12月から1月上旬にかけては、クリスマスイベントとして「KISS ME ODAIBA」（1997年 - 2003年）「HOT☆FANTASY ODAIBA」（2004年 - 2008年）といったイベントが開催されてきたが、フジテレビ開局50周年の節目となった2009年度はそれらのイベントは開催されず、代わって開催されたのがこのイベントである。
本イベントの正式タイトルは『お台場ラーメンPARK 2010 東京大麺博』で、2009年12月12日から2010年4月25日まで、東京都港区台場のフジテレビ本社屋1階広場で開催された。
本イベントは『TVチャンピオン』（テレビ東京系）で優勝経験をもつ『ラーメン王』・石神秀幸を総合プロデューサーに迎え、日本各地のラーメン店が多く参加するほか、フジテレビの人気番組の考案によるラーメンが出店するなど、様々な味を楽しめるイベントとなった。
なお、出店する店舗は、会期中に度々変更されている。2009年12月からの会期中（第1弾 - 第6弾）参加全店のうち最も長く出店したのは二代目つじ田である。
当初は2010年4月18日で閉幕の予定だったが、大好評につき4月25日まで会期延長された。

### 閉幕後
本イベントの閉幕から4日後の2010年4月29日より5月9日まで、同じフジテレビ主催によるゴールデンウィークのイベントとして、ラーメンPARK同様の食関連イベント「お台場グルメPARK 〜GW(ゴールデンウィーク)はGW(グルメウィーク)〜」が開催された。なお「グルメPARK」でも引き続き、ラーメンPARKに出店した店舗の一部が1階広場にて再出店したほか、新たに2店舗が出店した。

### 静岡で開催
また、2010年7月24日から2011年3月27日まで、静岡市で開催されていたイベント「模型の世界首都 静岡ホビーフェア」にて、『お台場ラーメンPARK in 静岡ホビーフェア』と題し、JR東静岡駅東口広場にて開催された。主催はテレビ静岡。また静岡開催に限りTOKAIが特別協賛した。
当初、2011年1月16日の第3弾終了を以て閉幕の予定だったが、好評につき1月20日より第4弾として継続が決定、3月27日まで延長して開催された。

### 福井で開催
毎年3月に実施している日本海側最大級の大型ラーメンイベント。
毎年多くの来場者が来られることで有名な地方におけるラーメンイベント。総合プロデューサーにラーメン王「石神秀幸」を迎え実施。回を重ねるごとに売り上げ杯数を伸ばしてることが特徴で、出店ラーメン店も充実している。
４回目となった2014年には、同じ店が前後半で味を入れ替える（福井式と呼ばれている）という業界初の試みを実施し大成功を収める。また、5回目となった2015年は、前半と後半ですべてお店を入れ替えて実施し、全国でもトップ部類に入るラーメンイベントに成長した。これは主催地元局プロデューサーの情熱とラーメン店からの信頼によってつくられたと言われている。会場の作り込みも見事で、いろんなラーメン関係者やイベント運営者が視察に訪れるほどの展開を見せることでも有名である。
しかし、そのプロデューサーがこのイベントから離れたことから、多くのラーメン店からの信頼をなくしておりイベントの存続さえ危ぶまれている。
1回目は、2011年3月18日から3月27日までの10日間、福井市の福井県産業会館2号館にて『東日本大震災被災者救援 お台場ラーメンPARK in 福井』と題して開催された。
イベントの収益はFNSチャリティキャンペーン事務局を通じて、東北地方太平洋沖地震（東日本大震災）の被災地に義援金約823万円が贈られた。

## 料金
- 入場料：無料
- ラーメン代：一律800円（一杯）

## 開催概要
『お台場ラーメンPARK 2010東京大麺博』
- 開催期間：2009年12月12日〜2010年4月25日
  - 第1弾：2009年12月12日〜2010年1月11日
  - 第2弾：2010年1月13日〜1月31日
  - 第3弾：2010年2月2日〜2月22日
  - 第4弾：2010年2月24日〜3月14日
  - 第5弾：2010年3月17日〜4月4日
  - 第6弾：2010年4月7日〜4月25日
- 会場：フジテレビ本社屋、1階広場

『お台場ラーメンPARK in 静岡ホビーフェア』
- 開催期間：2010年7月24日〜2011年3月27日
  - 第1弾：2010年7月24日〜9月20日
  - 第2弾：2010年9月23日〜11月23日
  - 第3弾：2010年11月26日〜2011年1月16日
  - 第4弾：2011年1月20日〜3月27日
- 会場：東静岡駅東口広場

『東日本大震災被災者救援 お台場ラーメンPARK in 福井』
- 開催期間：2011年3月18日〜3月27日
- 会場：福井県産業会館2号館

『お台場ラーメンPARK in 福井 第8弾』
- 開催期間：2018年3月14日〜3月26日
- 会場：福井県産業会館2号館

なお、店舗入れ替えの為、節ごとに1日休止となる。

## 出店した店舗

### 東京開催（2009年12月12日〜2010年4月25日）に出店した店舗
| 第1弾 - 麺宴うえだ - 麺劇場 玄瑛 - 麺や 七彩 - BeeHive - 二代目つじ田（第6弾まで会期中全期にわたり出店） - せたが屋 第2弾 - 地雷源 - 龍旗信 - 玉 - 肉汁うどん「肉汁や」 - 二代目つじ田 など 第3弾 - 二代目つじ田 など | 第4弾 （※は共同出店） - 音麺酒家 ラブラブ楽々※ - らーめん こてつ※ - 麺や庄の - 魁龍 - 浜そば - ひるがお - 美豚 - 裏七JIMMY - 二代目つじ田（アイドリング!!!とのコラボ） - たいめいけん（どーも☆キニナル!とのコラボ） | 第5弾 - 狼スープ - ガガガ職堂 - GOGO宝来軒 - 三三七 - ShinShin - せたが屋 - 長尾中華そば - たいめいけん（どーも☆キニナル!とのコラボ） - 二代目つじ田 | 第6弾 - 狼スープ - 桂花 - 四川麻辣市場 - ShinShin - せたが屋 - 二代目つじ田 - 浜そば - FRIDAY - GOGO宝来軒 - BeeHive - 麺家いろは - 尾道ラーメン 大久保軒 |

### お台場グルメPARKに出店した店舗
- 二代目つじ田
- 地雷源
- 大久保軒
- 雷電

### 静岡開催（2010年7月24日〜2011年3月27日）に出店した店舗
| 第1弾 - 地雷源 - 支那そば きび - せたが屋 - 二代目つじ田 - BeeHive - 麺家いろは | 第2弾 - 裏七Jimmy - 支那そば きび - 浜そば - ラーメンここだけ ほか | 第3弾 - 音麺酒家 楽々 - 北狼（きたろう） - 光麺 ※2010年12月4日より出店 - 麺処 井の庄 - 麺家いろは | 第4弾 - 太麺堂 - 麺家いろは - 麺屋とらのこ - ラーメンここだけ |

### 福井開催（2015年3月18日〜2015年3月30日）に出店した店舗
| 前半 - せたが屋 - 大山家 - G麺7 - 麺処ぶらり - らあめん元 - すみれ - 博多新風 - MENSHO TOKYO - 光麺 - Ｇ麺７ | 後半 - 中華そばしながわ - 麺家うえだ - 博多だるま - 無鉄砲 - 鮮魚らーめん 五ノ神水産 - ど・みそ - 気むずかし家 - 麺屋 宗 - NEW OLD STYLE 肉そばけいすけ - なんつッ亭 |

## 参加した番組
（※は会期中に放送終了した番組。）
- スパイスTV どーも☆キニナル!（※ - 2010年3月)
- キャンパスナイトフジ（※ - 2010年3月)
- ミオパン※（※ - 2010年3月)
- アイドリング!!!（フジテレビONE+TWO+NEXT）

など

## スタンプラリー
- イベントではスタンプラリーを開催しており、参加店全店でラーメンを食べてスタンプを集めると、ラーメン1杯が無料で食べられる（ただし、同一店はカウントされない）。

## 応援団長
- が〜まるちょば - 2009年度

## ステージイベント
東京開催
- お笑い鉄板フレーズバトル（2010年3月21日）
- スマイレージライブ（2010年3月22日、4月25日）- 3月22日は握手会も行われた。

など
静岡開催
- アイドリング!!!スペシャルステージ（2010年9月25日）※2回公演

## その他のラーメン関連イベント
- 大つけ麺博 - テレビ朝日主催のラーメンイベント。2010年4月には同局敷地である六本木ヒルズアリーナにて開催された。なお、そちらの方が本イベントより先に始まっている（詳しくは同イベントの項を参照）。
- 新!東京らーめんチャンピオン - テレビ東京主催のラーメンイベント。2010年11月28日から2011年3月31日まで新宿住友ビル特設会場にて開催。